# Wang Hao (tennistavolista)
Wang Hao (王皓S; Changchun, 15 dicembre 1983) è un tennistavolista cinese.

## Carriera
Ha vinto la medaglia d'argento nell'individuale alle Olimpiadi di Atene nel 2004 perdendo a sorpresa contro Ryu Seung Min. Nell'aprile 2011 è stato in cima al ranking mondiale del tennis tavolo, e ha partecipato alle Olimpiadi di Pechino 2008 dove ha vinto l'oro nella competizione a squadre e poi l'argento nell'individuale, perdendo la finale contro Ma Lin. Ha inoltre vinto tre edizioni della Coppa del Mondo individuale (2007, 2008 e 2010).
Alle Olimpiadi di Londra 2012 per la terza volta (record) ha vinto la medaglia d'argento nell'individuale, perdendo la finale contro il connazionale Zhang Jike. Nel Campionato del mondo di Parigi 2013 ha raggiunto il secondo posto, battuto in finale da Zhang Jike. Ha vinto almeno una volta tutte le principali competizioni nazionali e continentali (Campionato asiatico, Coppa asiatica, Giochi asiatici, Giochi nazionali cinesi).
Ha partecipato a 12 finali nei tornei del grande slam (mondiali, Olimpiadi, coppa del mondo), oltre ad essere rimasto in cima al ranking ITTF per 27 mesi di fila, da ottobre 2007 a dicembre 2009.

## Palmarès
Olimpiadi
- Atene 2004: argento nel singolo.
- Pechino 2008: oro a squadre e argento nel singolo.
- Londra 2012: oro a squadre e argento nel singolo.

Mondiali
- 2003:  (doppio)  (doppio misto)
- 2004:  (a squadre)
- 2005:  (doppio)
- 2006:  (a squadre)
- 2007:  (doppio)  (singolo)
- 2008:  (a squadre)
- 2009:   (singolo e doppio)
- 2010:  (a squadre)
- 2011:   (singolo e doppio)
- 2012:  (a squadre)
- 2013:  (singolare)